# Renitenztheater

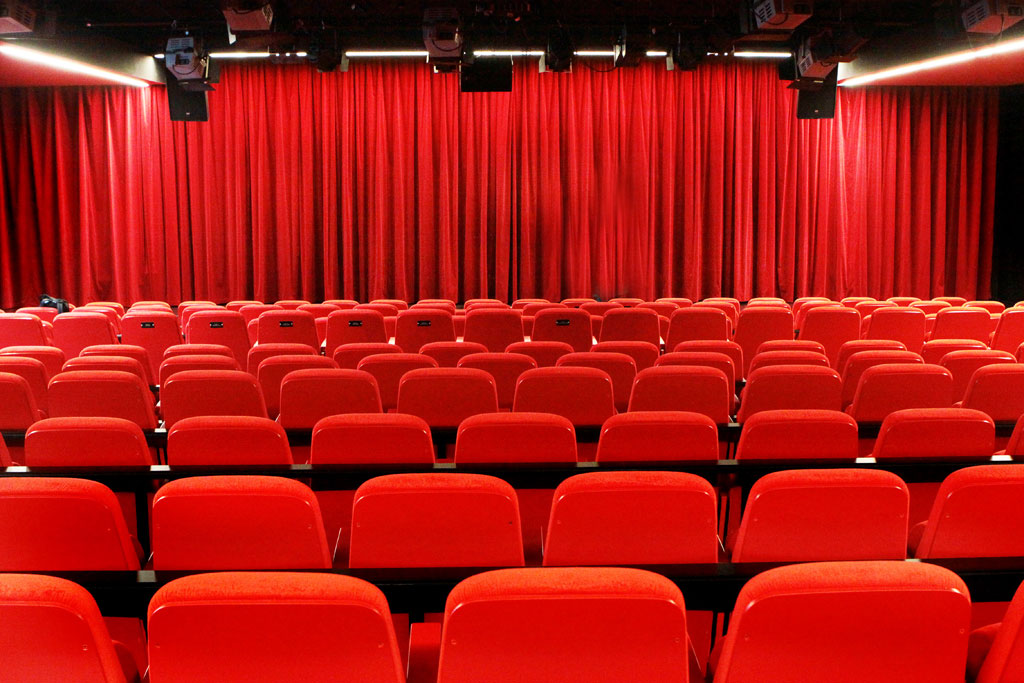
Der Saal des Renitenztheaters in der Büchsenstraße

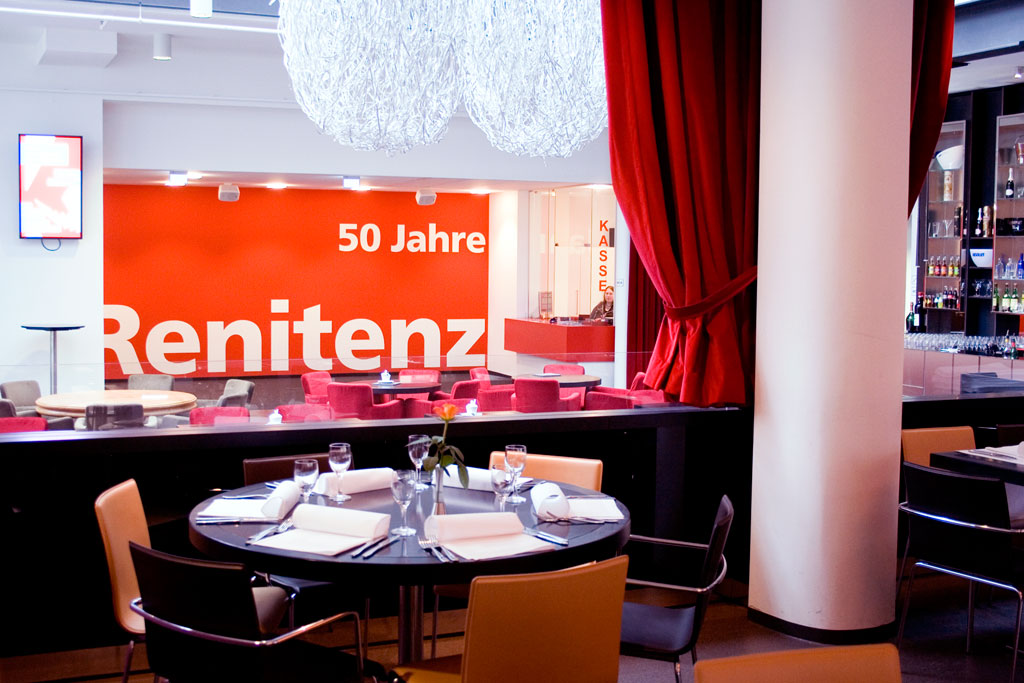
Das Foyer des Renitenztheaters mit angeschlossenem Restaurant

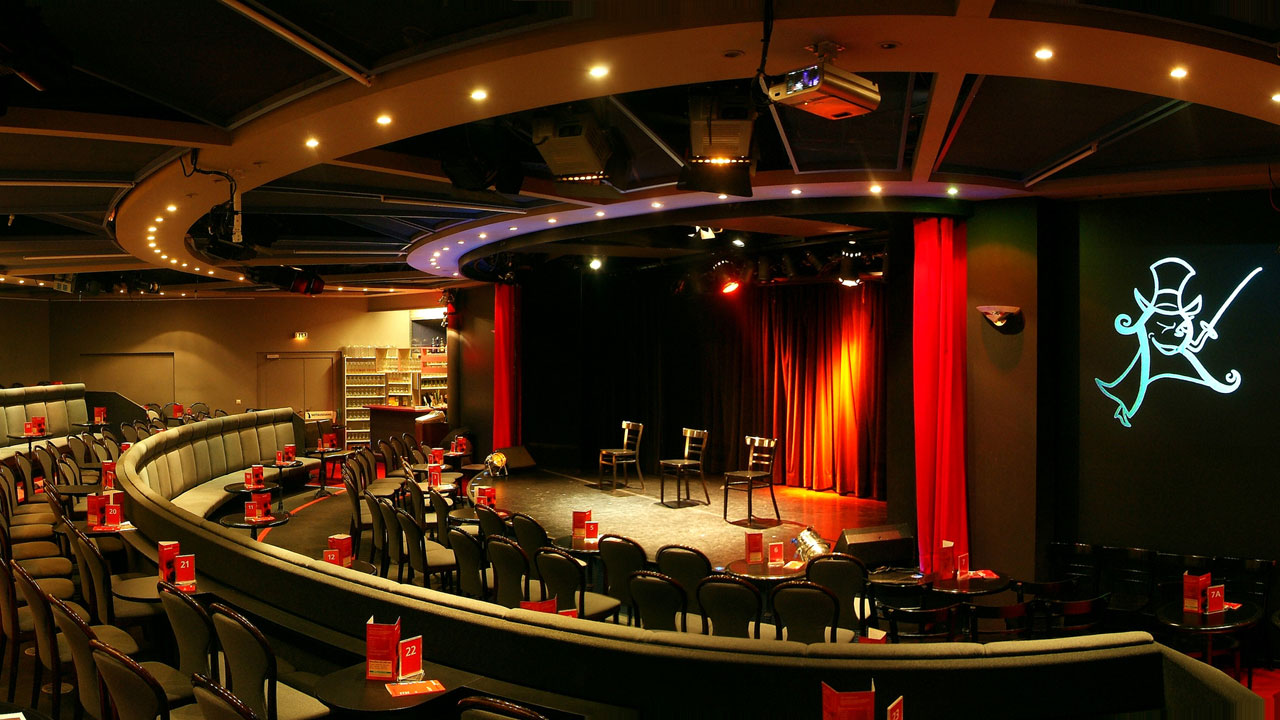
Das alte Renitenztheater in der Eberhardstraße

Das Renitenztheater ist eine Kabarettbühne in Stuttgart mit 260 Sitzplätzen. Jährlich finden etwa 350 Veranstaltungen statt, die von rund 50.000 Personen besucht werden. Der überwiegende Teil der Veranstaltungen besteht aus Gastspielen von Kabarettisten, Comedians und Chansonsängern. Daneben wird jährlich ein satirisches Theaterstück vom Renitenztheater selbst produziert. Dieses stellt neben dem ChanSongFest, dem Kabarettfestival mit dem Kabarettwettbewerb um den „Stuttgarter Besen“ und der „Deutsch-Türkischen Kabarettwoche“ einen der jährlichen Höhepunkte des Theaters dar.

## Geschichte
Das Kleine Renitenz-Theater, wie es zu Beginn hieß, wurde 1961 als kommerzielles Privattheater von Gerhard Woyda (* 1925, † 2017) gegründet. Der Name „Renitenztheater“ ist ein Malapropismus des Worts „Residenztheater“ mit dem Wort „Renitenz“. Der Spielbetrieb begann am 19. April 1961 in der Königstraße 17 am Stuttgarter Schlossplatz. Unter Regie von Joachim Hackethal, Pit Krüger und Harald Müller wurde das Eröffnungsprogramm „Goethe, Girls und Gartenzwerge“ aufgeführt, zu dem Woyda am Klavier begleitete. In den folgenden Jahren trat eine Vielzahl an überregional bekannten Künstlern im Renitenztheater auf, darunter Hana Hegerová, Georg Kreisler, Gert Fröbe, Robert Kreis, Mathias Richling, Helmut Qualtinger und Thomas Freitag.
Kurz nach dem 25-jährigen Jubiläum 1986 stand das Theater nach einer Betriebsprüfung und der daraus folgenden Steuernachzahlung von 250.000 DM vor der Insolvenz. Die Stadt Stuttgart rettete das Renitenztheater und überführte es in einen gemeinnützigen Verein. 1990 wurde dem Renitenztheater seitens der Hausbesitzer der Mietvertrag in der Königstraße gekündigt, was zu einem Umzug in die Eberhardstraße 65 in der Nähe des Tagblatt-Turms führte. Am 30. August 1991 wurde das Theater in den neuen Räumlichkeiten mit 148 Sitzplätzen wiedereröffnet. 1993 fand erstmals das Stuttgarter Kabarett-Festival statt, bei dem auch andere Örtlichkeiten bespielt wurden. 
Am 30. September 2010 verabschiedete sich das Renitenztheater aus der Eberhardstraße und wurde tags darauf am neuen Standort in der Büchsenstraße 26 im Stuttgarter Hospitalviertel neu eröffnet. Hintergrund waren stadtplanerische Veränderungen am bisherigen Standort. Die neuen Räumlichkeiten bieten Künstlern und Publikum deutlich mehr Platz. Der 220 m² große Zuschauerraum fasst 260 Plätze (und damit über 100 Plätze mehr als im Renitenztheater in der Eberhardstraße), die Bühne 75 m². Das Foyer des Theaters stellt eine Multifunktionsfläche zwischen Theater und Gastronomie dar. Zu den bekanntesten Künstlern, die in den letzten Jahren im Renitenztheater auftraten, gehören Ottfried Fischer, Dieter Hildebrandt, Kurt Krömer, Désirée Nick, Georg Kreisler, Reiner Kröhnert, Sissi Perlinger und Hagen Rether.
Zum 50. Gründungsjubiläum hatte im September 2011 im Renitenztheater das von Gerhard Woyda für den Chansonnier Tim Fischer geschriebene musikalische Bühnenprogramm „Satiriker sind keine Lyriker“ Premiere, mit dem Fischer danach auf Tournee ging, auf der Woyda ihn am Flügel begleitete.

## Struktur
Im Beirat des gemeinnützigen Vereins Renitenztheater Stuttgart e. V. sitzen mehrheitlich kulturpolitische Sprecher der Stadt Stuttgart. Da es sich nicht um einen Mitgliederverein handelt, ist die Anzahl der Vereinsmitglieder gering. 2004 übernahm Sebastian Weingarten die Intendanz von Gerhard Woyda, der in den Ruhestand ging. Seit August 2023 hat Roland Mahr die Intendanz übernommen.

## Finanzierung
Das Renitenztheater erwirtschaftet zurzeit rund 65 Prozent seines Etats selbst. Seit der Vereinsgründung 1988 wird das Renitenztheater in Form einer Fehlbedarfsfinanzierung bezuschusst. Das Land Baden-Württemberg und die Stadt Stuttgart fördern das Theater im Verhältnis 2:1. Der Umzug in das neue Haus 2010 erforderte keine zusätzlichen öffentlichen Mittel bzw. Zuschüsse, sondern wurde durch die Zusammenarbeit mit einem Unternehmen ermöglicht.